# Franklin ACE 1000
Franklin ACE 1000 (ACE 1000) је кућни рачунар фирме Franklin који је почео да се производи у САД током 1982. године.
Користио је MOS Technology 6502 микропроцесорску јединицу а RAM меморија рачунара је имала капацитет од 64 KB. 
Као оперативни систем кориштен је Apple DOS.

## Детаљни подаци
Детаљнији подаци о рачунару ACE 1000 су дати у табели испод.
|                       |                                                        |
| 1000                  |                                                        |
| Произвођач            |                                                        |
| Тип                   | кућни рачунар                                          |
| Меморија              | 64                                                     |
| Поријекло             | Сједињене Америчке Државе                              |
| Година                | 1982                                                   |
| Тастатура             | тип писаће машине - 71 тастер са нумеричком тастатуром |
| Процесор              |                                                        |
| Фреквенција процесора | 1,022                                                  |
| RAM                   | 64                                                     |
| ROM                   | 12                                                     |
| Текст                 | 40 x 24                                                |
| Графика               | 40 x 48 / 208 x 160 / 280 x 192                        |
| Боја                  | монохроматски                                          |
| Звук                  | уграђени звучник, један канал                          |
| Димензије             | 45 (ширина) x 49,8 (дубина) x 11 (висина)              |
| Портови               |                                                        |
| Оперативни систем     |                                                        |